# لوريل فان دير وال
لوريل فان دير وال (بالإنجليزية: Laurel van der Wal)‏ هي مهندس طيران أمريكية من مواليد  22 سبتمبر 1924.كانت واحدة من بين المهندسين الذين اشتغلو على حل تحديات الحفاظ على حياة الإنسان في الفضاء.

## السيرة الذاتية

### النشأة والتعليم
ولدت لوريل فان دير وال في 22 سبتمبر 1924 بسان فرانسيسكو، والداها هما «ليليان» و«ريتشارد فان دير وال»، المنحدرين من سبوكين في ولاية واشنطن، والدتها كانت مدرسة متخرجة من جامعة واشنطن؛ أما والدها فكان رجل أعمال.
تخرجت من المدرسة الثانوية في سن 15، وعملت في عدة مهن. في هذا الصدد قالت لوريل في سنة 1962 «إنني أشعر بالصبر تجاه الأشخاص الذين لا يستفيدون من كل  قدراتهم».
كانت معجبة بالطيران الطيارين، وتحلم بالحصول على رخصة الطيار، لكن بدلا من ذلك عملت كميكانيكية للطائرات خلال الحرب العالمية الثانية في قاعدة «هاملتون للقوات الجوية». قررت لوريل بعد ذلك مواصلة دراستها في الهندسة الميكانيكية بجامعة كاليفورنيا في بيركلي، هذه الأخيرة التي تخرجت منها في سنة 1949 برتبة الشرف. جزء من تكاليف تعليمها العالي تم تمويله من قبل مجلس البحوث الوطنية من أجل دراسة الطيران في ستوكهولم، السويد.

## المسيرة المهنية
عمل المهندسة الشابة شاب فان دير وال في شركة طائرات دوغلاس كمحللة للبيانات في برنامج نايك للصواريخ، وفي وقت لاحق في تصميم أنظمة الصواريخ لصالح شركة «رامو-وولدريدج» (TRW). ابتداء من سنة 1958، اشتغلت في مشروع «ماوس إن أبل» كمسؤلة عن مجال علم الأحياء الفضائي (bioastronautics) في مختبرات تكنولوجيا الفضاء.
نتيجة لأعمالها الوازنة، توجت بجائزة جريدة لوس أنجلوس تايمز السنوية باعتبارها «امرأة السنة» لعام 1960. عندما سئلت عما إذا كانت تريد الذهاب إلى الفضاء، أجابت: «سأذهب في الدقيقة إذا تركوني».
بحلول سنة 1961، تم تكريمها ك«عالمة أنثى بارزة» من قبل جناح زوجات رابطة طب الفضاء. كما فازت في السنة ذاتها بجائزة جمعية المهندسات.
كانت فان دير وال أول امرأة تعين في مجلس مفوضي مطار لوس أنجلوس، في سنة 1961، حيث عملت كمفوض إلى غاية سنة 1967.

## الحياة الشخصية
تزوجت لوريل فان دير وال من المهندس "ويليام
هنري روناو" سنة 1961، بأرلنغتون (فيرجينيا)،  حيث ازداد لهما اثنان من الأبناء هما جوناثان ومايكل. لكنهما سرعان ما انفصلوا في وقت لاحق عن بعضهم البعض.
تقاعدت فان دير وال في أواخر الثمانينات، وتوفيت شهر أغسطس من سنة 2009 في سانتا مونيكا.